# Peter Bruch
Peter Bruch (* 25. September 1955 in Berlin) ist ein ehemaliger Schwimmsportler aus der DDR.
Peter Bruch schwamm seit 1970 für den SC Dynamo Berlin. 1972 qualifizierte er sich als vierter Schwimmer für die 4-mal-100-Meter-Freistilstaffel. Zusammen mit Roland Matthes, Wilfried Hartung und Lutz Unger gewann er die Bronzemedaille bei den Olympischen Spielen 1972 in München, mit der 4-mal-200-Meter-Staffel belegte er den sechsten Platz. 1973 belegte Bruch bei den DDR-Meisterschaften über 100 Meter den zweiten Platz hinter Roger Pyttel und wurde über 200 Meter Dritter hinter Roger Pyttel und Hartmut Flöckner, mit der 4-mal-100-Meter-Freistilstaffel gewann er 1973 den Meistertitel. Bei den Schwimmweltmeisterschaften 1973 gewann er zusammen mit Matthes, Pyttel und Flöckner wie 1972 Bronze in der 100-Meter-Freistilstaffel. In den nächsten Jahren konnte sich Peter Bruch nicht weiter verbessern, der dritte Platz über 100 Meter Freistil bei den DDR-Meisterschaften 1976 reichte nicht aus zur erneuten Olympiaqualifikation.
Nach seiner sportlichen Laufbahn war Bruch als Diplom-Sportlehrer Leiter der Sektion Schwimmen beim SC Dynamo Berlin.